# Rugby-Union-Juniorenweltmeisterschaft 2008
Die Rugby-Union-Juniorenweltmeisterschaft 2008 (engl. 2008 IRB Junior World Championship) war die erste Ausgabe der Weltmeisterschaft für U20-Junioren-Nationalmannschaften in der Sportart Rugby Union. Sie fand vom 6. bis 22. Juni 2008 in Wales statt und ersetzte sowohl die U19-Rugby-Union-Weltmeisterschaft als auch die U21-Rugby-Union-Weltmeisterschaft, die ebenfalls vom International Rugby Board organisiert worden waren. Den Juniorenweltmeistertitel gewann Neuseeland.
Zwei Monate zuvor fand in Chile die IRB Junior World Rugby Trophy 2008 für tiefer eingestufte Mannschaften statt.

## Austragungsorte
Sämtliche Spiele fanden an folgenden Orten statt:
| Ort     | Stadion           | Kapazität |
| ------- | ----------------- | --------- |
| Cardiff | Cardiff Arms Park | 13.500    |
| Newport | Rodney Parade     | 11.700    |
| Swansea | Liberty Stadium   | 20.532    |
| Wrexham | Racecourse Ground | 15.500    |

## Vorrunde

### Gruppe A
|    | Land        | Spiele | Siege | Unent. | Ndlg. | Spiel- punkte | Diff. | Bonus- punkte | Tabellen- punkte |
| -- | ----------- | ------ | ----- | ------ | ----- | ------------- | ----- | ------------- | ---------------- |
| 1. | Neuseeland  | 3      | 3     | 0      | 0     | 173:19        | + 154 | 3             | 15               |
| 2. | Argentinien | 3      | 2     | 0      | 1     | 47:69         | − 32  | 1             | 9                |
| 3. | Irland      | 3      | 1     | 0      | 2     | 64:109        | − 45  | 1             | 5                |
| 4. | Tonga       | 3      | 0     | 0      | 3     | 46:123        | − 77  | 0             | 0                |

| 6. Juni 2008 17:00 WESZ | Neuseeland     | 48 : 9 | Tonga | Cardiff Arms Park, Cardiff Schiedsrichter: James Bolabiu (Fidschi) |
| 6. Juni 2008 17:00 WESZ | (10:9) Bericht |        |       | Cardiff Arms Park, Cardiff Schiedsrichter: James Bolabiu (Fidschi) |

| 6. Juni 2008 19:00 WESZ | Argentinien    | 17 : 9 | Irland | Cardiff Arms Park, Cardiff Schiedsrichter: Tim Hayes (Wales) |
| 6. Juni 2008 19:00 WESZ | (10:3) Bericht |        |        | Cardiff Arms Park, Cardiff Schiedsrichter: Tim Hayes (Wales) |

| 10. Juni 2008 19:00 WESZ | Argentinien     | 30 : 10 | Tonga | Cardiff Arms Park, Cardiff Schiedsrichter: Andrew Small (England) |
| 10. Juni 2008 19:00 WESZ | (18:10) Bericht |         |       | Cardiff Arms Park, Cardiff Schiedsrichter: Andrew Small (England) |

| 10. Juni 2008 21:10 WESZ | Neuseeland     | 65 : 10 | Irland | Cardiff Arms Park, Cardiff Schiedsrichter: James Leckie (Australien) |
| 10. Juni 2008 21:10 WESZ | (34:3) Bericht |         |        | Cardiff Arms Park, Cardiff Schiedsrichter: James Leckie (Australien) |

| 14. Juni 2008 17:00 WESZ | Irland          | 45 : 27 | Tonga | Cardiff Arms Park, Cardiff Schiedsrichter: Philip Bosch (Südafrika) |
| 14. Juni 2008 17:00 WESZ | (10:17) Bericht |         |       | Cardiff Arms Park, Cardiff Schiedsrichter: Philip Bosch (Südafrika) |

| 14. Juni 2008 17:00 WESZ | Neuseeland     | 60 : 0 | Argentinien | Cardiff Arms Park, Cardiff Schiedsrichter: James Jones (Wales) |
| 14. Juni 2008 17:00 WESZ | (15:0) Bericht |        |             | Cardiff Arms Park, Cardiff Schiedsrichter: James Jones (Wales) |

### Gruppe B
|    | Land       | Spiele | Siege | Unent. | Ndlg. | Spiel- punkte | Diff. | Bonus- punkte | Tabellen- punkte |
| -- | ---------- | ------ | ----- | ------ | ----- | ------------- | ----- | ------------- | ---------------- |
| 1. | Südafrika  | 3      | 3     | 0      | 0     | 196:32        | + 164 | 2             | 14               |
| 2. | Samoa      | 3      | 2     | 0      | 1     | 60:39         | + 21  | 1             | 9                |
| 3. | Schottland | 3      | 1     | 0      | 2     | 61:115        | − 54  | 1             | 5                |
| 4. | USA        | 3      | 0     | 0      | 3     | 38:169        | − 131 | 2             | 2                |

| 6. Juni 2008 17:00 WESZ | Südafrika       | 108 : 18 | USA | Racecourse Ground, Wrexham Schiedsrichter: Taizō Hirabayashi (Japan) |
| 6. Juni 2008 17:00 WESZ | (42:18) Bericht |          |     | Racecourse Ground, Wrexham Schiedsrichter: Taizō Hirabayashi (Japan) |

| 6. Juni 2008 19:00 WESZ | Samoa          | 29 : 17 | Schottland | Racecourse Ground, Wrexham Schiedsrichter: James Jones (Wales) |
| 6. Juni 2008 19:00 WESZ | (9:10) Bericht |         |            | Racecourse Ground, Wrexham Schiedsrichter: James Jones (Wales) |

| 10. Juni 2008 17:00 WESZ | Samoa         | 20 : 6 | USA | Racecourse Ground, Wrexham Schiedsrichter: Philip Bosch (Südafrika) |
| 10. Juni 2008 17:00 WESZ | (7:6) Bericht |        |     | Racecourse Ground, Wrexham Schiedsrichter: Philip Bosch (Südafrika) |

| 10. Juni 2008 19:00 WESZ | Südafrika      | 72 : 3 | Schottland | Racecourse Ground, Wrexham Schiedsrichter: Chris Pollock (Neuseeland) |
| 10. Juni 2008 19:00 WESZ | (32:3) Bericht |        |            | Racecourse Ground, Wrexham Schiedsrichter: Chris Pollock (Neuseeland) |

| 14. Juni 2008 15:00 WESZ | Schottland     | 41 : 14 | USA | Racecourse Ground, Wrexham Schiedsrichter: Tim Hayes (Wales) |
| 14. Juni 2008 15:00 WESZ | (12:6) Bericht |         |     | Racecourse Ground, Wrexham Schiedsrichter: Tim Hayes (Wales) |

| 14. Juni 2008 17:00 WESZ | Südafrika       | 16 : 11 | Samoa | Racecourse Ground, Wrexham Schiedsrichter: James Bolabiu (Fidschi) |
| 14. Juni 2008 17:00 WESZ | (11:11) Bericht |         |       | Racecourse Ground, Wrexham Schiedsrichter: James Bolabiu (Fidschi) |

### Gruppe C
|    | Land       | Spiele | Siege | Unent. | Ndlg. | Spiel- punkte | Diff. | Bonus- punkte | Tabellen- punkte |
| -- | ---------- | ------ | ----- | ------ | ----- | ------------- | ----- | ------------- | ---------------- |
| 1. | England    | 3      | 3     | 0      | 0     | 119:48        | + 71  | 2             | 14               |
| 2. | Australien | 3      | 2     | 0      | 1     | 147:47        | + 100 | 3             | 11               |
| 3. | Kanada     | 3      | 1     | 0      | 2     | 47:151        | − 104 | 0             | 4                |
| 4. | Fidschi    | 3      | 0     | 0      | 3     | 44:111        | − 67  | 1             | 1                |

| 6. Juni 2008 17:00 WESZ | Australien     | 81 : 12 | Kanada | Rodney Parade, Newport Schiedsrichter: Philip Bosch (Südafrika) |
| 6. Juni 2008 17:00 WESZ | (45:5) Bericht |         |        | Rodney Parade, Newport Schiedsrichter: Philip Bosch (Südafrika) |

| 6. Juni 2008 19:00 WESZ | England        | 41 : 17 | Fidschi | Rodney Parade, Newport Schiedsrichter: Peter Fitzgibbon (Irland) |
| 6. Juni 2008 19:00 WESZ | (41:0) Bericht |         |         | Rodney Parade, Newport Schiedsrichter: Peter Fitzgibbon (Irland) |

| 10. Juni 2008 17:00 WESZ | England        | 60 : 18 | Kanada | Rodney Parade, Newport Schiedsrichter: Taizō Hirabayashi (Japan) |
| 10. Juni 2008 17:00 WESZ | (48:3) Bericht |         |        | Rodney Parade, Newport Schiedsrichter: Taizō Hirabayashi (Japan) |

| 10. Juni 2008 19:00 WESZ | Australien      | 53 : 17 | Fidschi | Rodney Parade, Newport Schiedsrichter: James Jones (Wales) |
| 10. Juni 2008 19:00 WESZ | (36:10) Bericht |         |         | Rodney Parade, Newport Schiedsrichter: James Jones (Wales) |

| 14. Juni 2008 14:30 WESZ | Fidschi        | 10 : 17 | Kanada | Rodney Parade, Newport Schiedsrichter: Romain Poite (Frankreich) |
| 14. Juni 2008 14:30 WESZ | (5:14) Bericht |         |        | Rodney Parade, Newport Schiedsrichter: Romain Poite (Frankreich) |

| 14. Juni 2008 16:30 WESZ | Australien     | 13 : 18 | England | Rodney Parade, Newport Schiedsrichter: Chris Pollock (Neuseeland) |
| 14. Juni 2008 16:30 WESZ | (6:11) Bericht |         |         | Rodney Parade, Newport Schiedsrichter: Chris Pollock (Neuseeland) |

### Gruppe D
|    | Land       | Spiele | Siege | Unent. | Ndlg. | Spiel- punkte | Diff. | Bonus- punkte | Tabellen- punkte |
| -- | ---------- | ------ | ----- | ------ | ----- | ------------- | ----- | ------------- | ---------------- |
| 1. | Wales      | 3      | 3     | 0      | 0     | 85:39         | + 46  | 2             | 14               |
| 2. | Frankreich | 3      | 2     | 0      | 1     | 104:54        | + 50  | 3             | 11               |
| 3. | Italien    | 3      | 1     | 0      | 2     | 48:81         | − 33  | 0             | 4                |
| 4. | Japan      | 3      | 0     | 0      | 3     | 47:110        | − 63  | 1             | 1                |

| 6. Juni 2008 17:00 WESZ | Frankreich      | 53 : 17 | Japan | Liberty Stadium, Swansea Schiedsrichter: Andrew Small (Wales) |
| 6. Juni 2008 17:00 WESZ | (24:12) Bericht |         |       | Liberty Stadium, Swansea Schiedsrichter: Andrew Small (Wales) |

| 6. Juni 2008 19:10 WESZ | Wales          | 29 : 10 | Italien | Liberty Stadium, Swansea Schiedsrichter: Romain Poite (Frankreich) |
| 6. Juni 2008 19:10 WESZ | (12:3) Bericht |         |         | Liberty Stadium, Swansea Schiedsrichter: Romain Poite (Frankreich) |

| 10. Juni 2008 17:00 WESZ | Frankreich     | 32 : 14 | Italien | Liberty Stadium, Swansea Schiedsrichter: Tim Hayes (Wales) |
| 10. Juni 2008 17:00 WESZ | (22:9) Bericht |         |         | Liberty Stadium, Swansea Schiedsrichter: Tim Hayes (Wales) |

| 10. Juni 2008 19:10 WESZ | Wales          | 33 : 10 | Japan | Liberty Stadium, Swansea Schiedsrichter: Peter Fitzgibbon (Irland) |
| 10. Juni 2008 19:10 WESZ | (26:0) Bericht |         |       | Liberty Stadium, Swansea Schiedsrichter: Peter Fitzgibbon (Irland) |

| 14. Juni 2008 15:00 WESZ | Japan           | 20 : 24 | Italien | Liberty Stadium, Swansea Schiedsrichter: Andrew Small (England) |
| 14. Juni 2008 15:00 WESZ | (17:11) Bericht |         |         | Liberty Stadium, Swansea Schiedsrichter: Andrew Small (England) |

| 14. Juni 2008 17:00 WESZ | Wales         | 23 : 19 | Frankreich | Liberty Stadium, Swansea Schiedsrichter: James Leckie (Australien) |
| 14. Juni 2008 17:00 WESZ | (9:9) Bericht |         |            | Liberty Stadium, Swansea Schiedsrichter: James Leckie (Australien) |

## K.-o.-Phase

### Playoff um Platz 13 bis 16
|  | Halbfinale        | Halbfinale        |                   |    | 13. Platz         | 13. Platz         |
|  |                   |                   |                   |    |                   |                   |
|  | Tonga             | 17                |                   |    |                   |                   |
|  | Japan             | 5                 |                   |    |                   |                   |
|  | 18. Juni, Wrexham |                   |                   |    |                   |                   |
|  |                   |                   | 21. Juni, Wrexham |    |                   |                   |
|  | Tonga             | 28                |                   |    |                   |                   |
|  |                   | Fidschi           | 20                |    |                   |                   |
|  |                   |                   |                   |    |                   |                   |
|  | 15. Platz         |                   |                   |    |                   |                   |
|  | 18. Juni, Wrexham | 18. Juni, Wrexham | Japan             | 44 |                   |                   |
|  | USA               | 22                | USA               | 8  |                   |                   |
|  | Fidschi           | 27                |                   |    | 21. Juni, Wrexham | 21. Juni, Wrexham |

Halbfinale
| 18. Juni 2008 17:00 WESZ | Tonga         | 17 : 5 | Japan | Racecourse Ground, Wrexham Schiedsrichter: James Jones (Wales) |
| 18. Juni 2008 17:00 WESZ | (5:5) Bericht |        |       | Racecourse Ground, Wrexham Schiedsrichter: James Jones (Wales) |

| 18. Juni 2008 19:00 WESZ | USA            | 22 : 27 | Fidschi | Racecourse Ground, Wrexham Schiedsrichter: Taizō Hirabayashi (Japan) |
| 18. Juni 2008 19:00 WESZ | (8:12) Bericht |         |         | Racecourse Ground, Wrexham Schiedsrichter: Taizō Hirabayashi (Japan) |

Spiel um Platz 15
| 21. Juni 2008 17:00 WESZ | Japan          | 44 : 8 | USA | Racecourse Ground, Wrexham Schiedsrichter: James Bolabiu (Fidschi) |
| 21. Juni 2008 17:00 WESZ | (19:3) Bericht |        |     | Racecourse Ground, Wrexham Schiedsrichter: James Bolabiu (Fidschi) |

Spiel um Platz 13
| 21. Juni 2008 19:00 WESZ | Tonga          | 28 : 20 | Fidschi | Racecourse Ground, Wrexham Schiedsrichter: Taizō Hirabayashi (Japan) |
| 21. Juni 2008 19:00 WESZ | (13:6) Bericht |         |         | Racecourse Ground, Wrexham Schiedsrichter: Taizō Hirabayashi (Japan) |

### Playoff um Platz 9 bis 12
|  | Halbfinale        | Halbfinale        |                   |    | 9. Platz          | 9. Platz          |
|  |                   |                   |                   |    |                   |                   |
|  | Schottland        | 15                |                   |    |                   |                   |
|  | Kanada            | 10                |                   |    |                   |                   |
|  | 18. Juni, Newport |                   |                   |    |                   |                   |
|  |                   |                   | 22. Juni, Newport |    |                   |                   |
|  | Irland            | 39                |                   |    |                   |                   |
|  |                   | Schottland        | 12                |    |                   |                   |
|  |                   |                   |                   |    |                   |                   |
|  | 11. Platz         |                   |                   |    |                   |                   |
|  | 18. Juni, Newport | 18. Juni, Newport | Italien           | 33 |                   |                   |
|  | Irland            | 9                 | Kanada            | 10 |                   |                   |
|  | Italien           | 6                 |                   |    | 22. Juni, Newport | 22. Juni, Newport |

Halbfinale
| 18. Juni 2008 17:00 WESZ | Schottland    | 15 : 10 | Kanada | Rodney Parade, Newport Schiedsrichter: James Bolabiu (Fidschi) |
| 18. Juni 2008 17:00 WESZ | (5:7) Bericht |         |        | Rodney Parade, Newport Schiedsrichter: James Bolabiu (Fidschi) |

| 18. Juni 2008 19:00 WESZ | Irland        | 9 : 6 | Italien | Rodney Parade, Newport Schiedsrichter: Tim Hayes (Wales) |
| 18. Juni 2008 19:00 WESZ | (3:3) Bericht |       |         | Rodney Parade, Newport Schiedsrichter: Tim Hayes (Wales) |

Spiel um Platz 11
| 22. Juni 2008 17:00 WESZ | Italien        | 33 : 10 | Kanada | Rodney Parade, Newport Schiedsrichter: Tim Hayes (Wales) |
| 22. Juni 2008 17:00 WESZ | (17:0) Bericht |         |        | Rodney Parade, Newport Schiedsrichter: Tim Hayes (Wales) |

Spiel um Platz 9
| 22. Juni 2008 19:00 WESZ | Irland         | 39 : 12 | Schottland | Rodney Parade, Newport Schiedsrichter: James Jones (Wales) |
| 22. Juni 2008 19:00 WESZ | (13:0) Bericht |         |            | Rodney Parade, Newport Schiedsrichter: James Jones (Wales) |

### Playoff um Platz 5 bis 8
|  | Halbfinale        | Halbfinale        |                   |    | 5. Platz          | 5. Platz          |
|  |                   |                   |                   |    |                   |                   |
|  | Argentinien       | 6                 |                   |    |                   |                   |
|  | Frankreich        | 30                |                   |    |                   |                   |
|  | 18. Juni, Swansea |                   |                   |    |                   |                   |
|  |                   |                   | 22. Juni, Cardiff |    |                   |                   |
|  | Frankreich        | 21                |                   |    |                   |                   |
|  |                   | Australien        | 42                |    |                   |                   |
|  |                   |                   |                   |    |                   |                   |
|  | 7. Platz          |                   |                   |    |                   |                   |
|  | 18. Juni, Swansea | 18. Juni, Swansea | Argentinien       | 10 |                   |                   |
|  | Samoa             | 0                 | Samoa             | 30 |                   |                   |
|  | Australien        | 32                |                   |    | 22. Juni, Newport | 22. Juni, Newport |

Halbfinale
| 18. Juni 2008 17:00 WESZ | Argentinien    | 6 : 30 | Frankreich | Liberty Stadium, Swansea Schiedsrichter: Chris Pollock (Neuseeland) |
| 18. Juni 2008 17:00 WESZ | (6:10) Bericht |        |            | Liberty Stadium, Swansea Schiedsrichter: Chris Pollock (Neuseeland) |

| 18. Juni 2008 19:00 WESZ | Samoa          | 0 : 32 | Australien | Liberty Stadium, Swansea Schiedsrichter: James Jones (Wales) |
| 18. Juni 2008 19:00 WESZ | (0:10) Bericht |        |            | Liberty Stadium, Swansea Schiedsrichter: James Jones (Wales) |

Spiel um Platz 7
| 22. Juni 2008 15:00 WESZ | Frankreich     | 10 : 30 | Australien | Rodney Parade, Newport Schiedsrichter: Philip Bosch (Südafrika) |
| 22. Juni 2008 15:00 WESZ | (7:10) Bericht |         |            | Rodney Parade, Newport Schiedsrichter: Philip Bosch (Südafrika) |

Spiel um Platz 5
| 22. Juni 2008 15:00 WESZ | Frankreich     | 21 : 42 | Australien | Cardiff Arms Park, Cardiff Schiedsrichter: James Leckie (Australien) |
| 22. Juni 2008 15:00 WESZ | (0:30) Bericht |         |            | Cardiff Arms Park, Cardiff Schiedsrichter: James Leckie (Australien) |

### Finalrunde
|  | Halbfinale        | Halbfinale        |                   |    | Finale            | Finale            |
|  |                   |                   |                   |    |                   |                   |
|  | Neuseeland        | 31                |                   |    |                   |                   |
|  | Wales             | 6                 |                   |    |                   |                   |
|  | 18. Juni, Newport |                   |                   |    |                   |                   |
|  |                   |                   | 22. Juni, Swansea |    |                   |                   |
|  | Neuseeland        | 38                |                   |    |                   |                   |
|  |                   | England           | 3                 |    |                   |                   |
|  |                   |                   |                   |    |                   |                   |
|  | 3. Platz          |                   |                   |    |                   |                   |
|  | 18. Juni, Cardiff | 18. Juni, Cardiff | Wales             | 18 |                   |                   |
|  | Südafrika         | 18                | Südafrika         | 43 |                   |                   |
|  | England           | 26                |                   |    | 22. Juni, Swansea | 22. Juni, Swansea |

Halbfinale
| 18. Juni 2008 19:15 WESZ | Neuseeland     | 31 : 6 | Wales | Rodney Parade, Newport Schiedsrichter: Romain Poite (Frankreich) |
| 18. Juni 2008 19:15 WESZ | (10:6) Bericht |        |       | Rodney Parade, Newport Schiedsrichter: Romain Poite (Frankreich) |

| 18. Juni 2008 19:15 WESZ | England         | 26 : 18 | Südafrika | Cardiff Arms Park, Cardiff Schiedsrichter: Peter Fitzgibbon (Irland) |
| 18. Juni 2008 19:15 WESZ | (15:15) Bericht |         |           | Cardiff Arms Park, Cardiff Schiedsrichter: Peter Fitzgibbon (Irland) |

Spiel um Platz 3
| 22. Juni 2008 17:00 WESZ | Wales          | 18 : 43 | Südafrika | Liberty Stadium, Swansea Schiedsrichter: Romain Poite (Frankreich) |
| 22. Juni 2008 17:00 WESZ | (6:26) Bericht |         |           | Liberty Stadium, Swansea Schiedsrichter: Romain Poite (Frankreich) |

Finale
| 22. Juni 2010 19:00 WESZ | Neuseeland                                                                                                   | 38 : 3         | England            | Liberty Stadium, Swansea Schiedsrichter: Peter Fitzgibbon (Irland) |
| 22. Juni 2010 19:00 WESZ | Versuche: Crotty Poki Taylor Willison Erhöhungen: Kirkpatrick (2) Renata Straftritte: Kirkpatrick Renata (3) | (13:3) Bericht | Straftritte: Goode | Liberty Stadium, Swansea Schiedsrichter: Peter Fitzgibbon (Irland) |

## Schlussplatzierungen
| Platz | Land        |
| ----- | ----------- |
| 01    | Neuseeland  |
| 02    | England     |
| 03    | Südafrika   |
| 04    | Wales       |
| 05    | Australien  |
| 06    | Frankreich  |
| 07    | Samoa       |
| 08    | Argentinien |
| 09    | Irland      |
| 10    | Schottland  |
| 11    | Italien     |
| 12    | Kanada      |
| 13    | Tonga       |
| 14    | Fidschi     |
| 15    | Japan       |
| 16    | USA         |